# Andrees Allgemeiner Handatlas

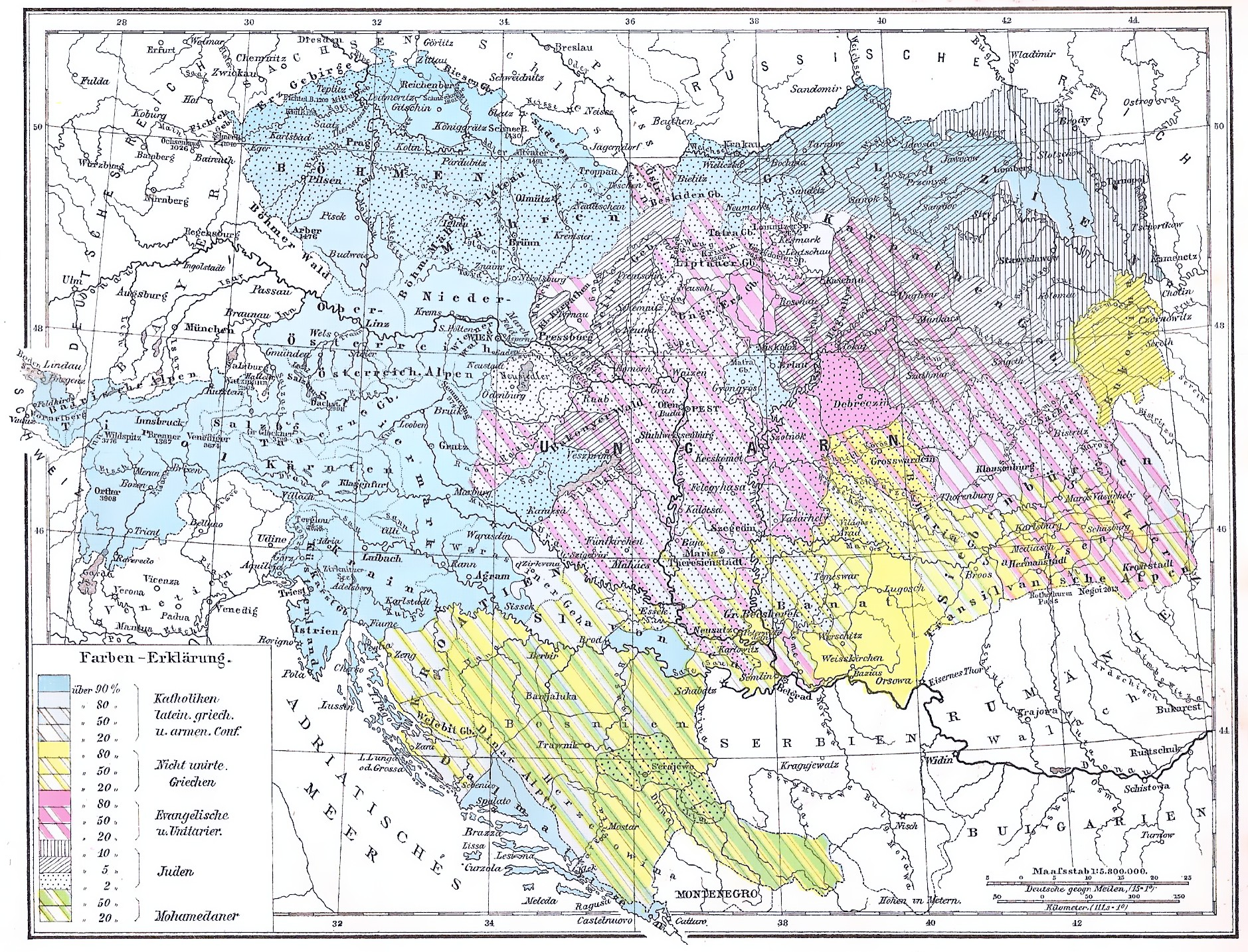
Karte aus Andrees Allgemeiner Handatlas

Andrees Allgemeiner Handatlas ist ein Werk der Kartographie. Der Atlas ist nach Richard Andree (1835–1912) benannt und wurde von 1881 bis 1937 vom Verlag Velhagen & Klasing in Bielefeld und Leipzig herausgegeben.
Andree verwendete ursprünglich chromolithograpische Platten statt Kupferstichen und konnte so Karten mit guter Auflösung und Detailwiedergabe zu einem günstigen Preis bieten. Mit Ausnahme der Ausgabe von 1937, die im Offsetdruck hergestellt wurde, wurde „der Andree“ jedoch unter Verwendung von Zinkplatten im Hochdruckverfahren, das feinere Farbabstufungen gestattet, reproduziert.
Die erste Ausgabe erschien 1881. Die vierte und die fünfte Ausgabe wurden von Albert Scobel (1851–1912) herausgegeben, die sechste bis achte von Ernst Ambrosius und die letzte von Konrad Frenzel. Kartographen waren G. Jungk († 1932), R. Köcher († 1958), E. Umbreit († 1904), A. Thomas († 1930), H. Mielisch († 1925) und K. Tänzler († 1944). Einzelne Karten wurden auch bei anderen geographischen Instituten wie  Peip, Wagner & Debes, Sternkopf und Sulzer hergestellt.
Ein Geographisches Handbuch zu Andrees Handatlas erschien 1882, 1894, 1895 (2. Auflage), 1898–1899 (3.), 1902 (4.) und 1909 (5.).
| 1881                                                                 | -              | 86            | -                       | -        | -                                        |
| 1887                                                                 | Zweite         | 120+2 Krtn.S. | -                       | -        | 1889, 1890                               |
| 1887                                                                 | Supplement     | 33 Krtn.S.    | -                       | -        | Für Besitzer der 1. Auflage              |
| 1893                                                                 | Dritte         | 91, 99, 99    | 86, 82, 82              | 175.000  | 1895, 1896                               |
| 1893                                                                 | Supplement     | 64 Krtn.S.    | -                       | -        | Für Besitzer der 1. und 2. Auflage       |
| 1899                                                                 | Vierte         | 126           | 137, 138, 139, 139, 139 | >200.000 | 1900, 1901, 1903, 1904                   |
| 1899                                                                 | Supplement     | 53 Krtn.S.    | -                       | -        | Für Besitzer der 2. und 3. Auflage       |
| 1906                                                                 | Fünfte1        | 139           | 161                     | -        | 1907, 1908, 1909, 1910, 1911, 1912, 1913 |
| 1914                                                                 | Sechste2       | 221           | 192                     | -        | -                                        |
| 1921                                                                 | Siebente2      | 222           | 192                     | -        | 1921                                     |
| 1922                                                                 | Achte2         | 228           | 198, 198, 215, 211      | -        | 1924, 1924, 1928                         |
| 1922                                                                 | Ergänzungsband | 62 Krtn.S.    | -                       | -        | -                                        |
| 1930                                                                 | Achte2         | 231           | 211                     | 300.000  | 5., verb. u. verm. Abdruck               |
| 1937                                                                 | Ausgewählte3   | 100 Krtn.S.   | -                       | 150.000  | -                                        |
| 1Jubiläumsausgabe 2Namenverzeichnis in besonderem Bande 3Kurzausgabe |                |               |                         |          |                                          |

## Ausgaben in anderen Ländern
- Österreichisch-Ungarische Ausgaben: 1904, 1909, 1910, 1911, 1912 and 1913 (Moritz Perles, Wien)
- In Schweden erschienen drei Ausgaben von Andree’s Stora Handatlas: 1881 mit 96 Kartenseiten, 1899 mit 130 Haupt- und 140 Nebenkarten, 1907 eine dritte Ausgabe mit 143 Haupt- und 163 Nebenkarten und eine Ausgabe 1924 unter dem Titel Bonniers Världsatlas mit 200 Kartenblättern, alle mit zusätzlichen Karten über Skandinavien. Der Versotext und die Einleitung waren in Schwedisch. Daneben gab es auch dänische, norwegische und finnische Ausgaben.
- Bei Hachette und Le Soudier in Frankreich gab es mehrere französische Ausgaben des Atlanten. Es wurde mindestens auch eine italienische Übersetzung verlegt.
- Andrees Karten wurden auch für Cassells Universal Atlas (London 1893) sowie für den Times Atlas (1895–1900) benutzt.